# Joseph Jefferson

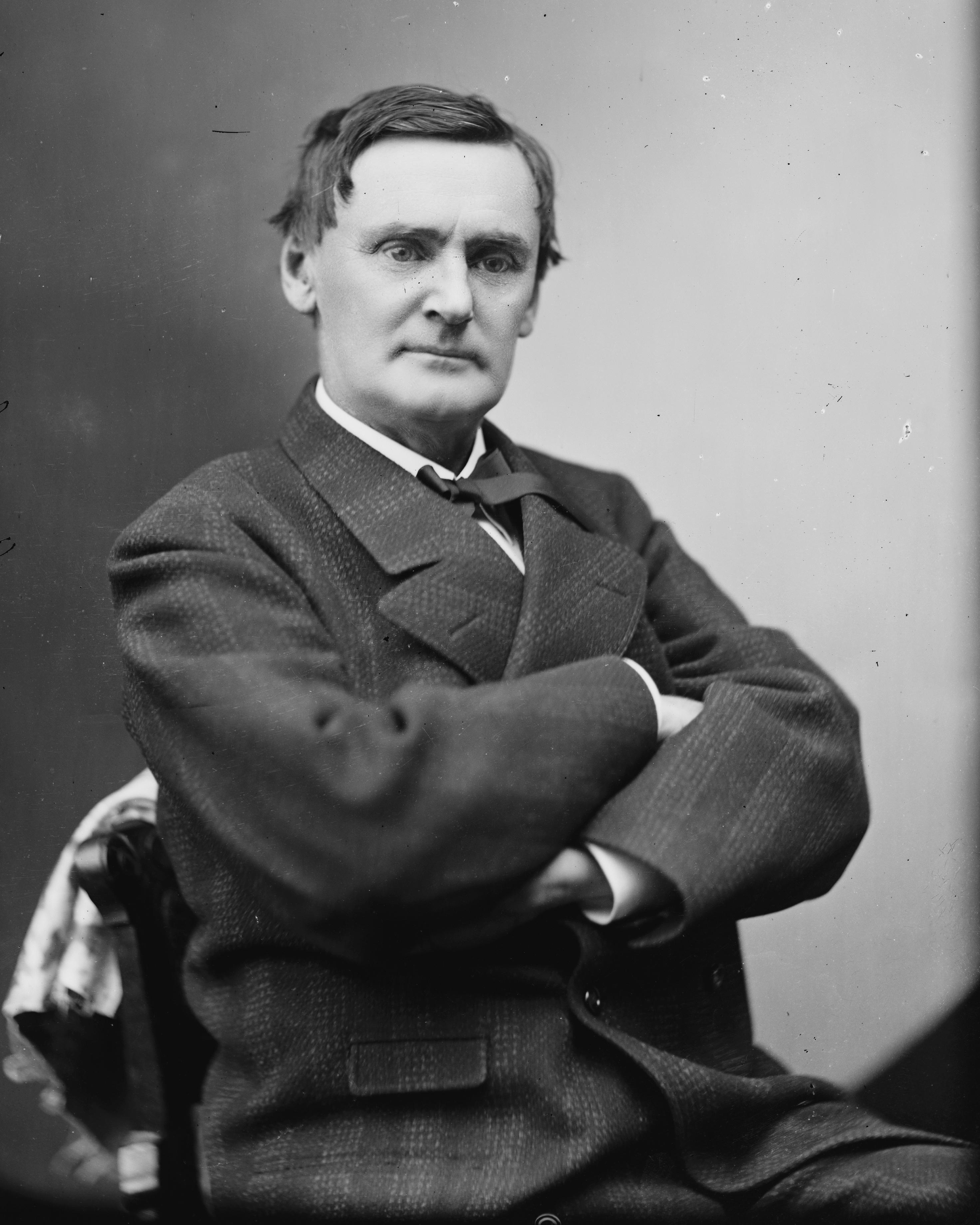
Fotografie Joseph Jeffersons, aufgenommen zwischen 1870 und 1880 von Mathew B. Brady und Levin Corbin Handy

Joseph Jefferson III, genannt Joe Jefferson (* 20. Februar 1829 in Philadelphia; † 23. April 1905 in Palm Beach) war ein US-amerikanischer Schauspieler und Autor, der von der 11. Edition der Encyclopædia Britannica als der „berühmteste aller amerikanischen Komiker“ bezeichnet wurde. Seine wohl bekannteste Rolle war die des Rip Van Winkle in einer Bühnenadaption der gleichnamigen Kurzgeschichte.

## Leben und Werk
Jefferson stammte aus einer Schauspielerfamilie. Sein Großvater Joseph Jefferson immigrierte 1795 in die Vereinigten Staaten, wo er berühmt wurde. Jeffersons Eltern sind die Schauspieler Joseph Jefferson II und Cornelia Frances Thomas Burke. Sein Halbbruder war Charles Burke. Er heiratete 1850 Margaret Clements Lockyer, die 1861 verstarb und 1867 Sarah Warren. Die Schauspieler Charles Burke Jefferson und Thomas Jefferson waren seine Söhne. Seine Tochter Margaret Jane heiratete den englischen Schriftsteller und Journalisten Benjamin Farjeon. Zu ihren Kindern gehörten der Komponist Harry Farjeon, und die Autoren Eleanor Farjeon, Herbert Farjeon und Joseph Jefferson Farjeon. Er hatte einen unehelichen Sohn namens Thomas Joseph Sefton.
Jefferson verbrachte seine Jugend auf Tourneen durch die Vereinigten Staaten. Schon früh war klar, dass er wie der Rest seiner Familie eine Karriere als Schauspieler einschlagen würde. Mit vier erlebte er einer seiner ersten Auftritte im Blackface, um „Jim Crow“ zu tanzen. Er erhielt fast keine Bildung.
Nach 1846 begann er, ohne seine Familie in einer Theatergruppe aufzutreten. Sein erster Auftritt in New York war 1849 als Jack Rackbottle im Stück Jonathan Bradford. In den nächsten Jahren würde er mit reputableren Schauspielergruppen auftreten und sein Bekanntheitsgrad erhöhen. Sein Durchbruch kam 1858 mit der Rolle des Asa Trenchard in der Uraufführung des Stückes Our American Cousin von Tom Taylor. Theaterkritiker priesen seinen Auftritt für seinen rustikalen Anmut und seine simple Männlichkeit. Nachdem der Tod seiner ersten Frau ihn Anfang der 1860er Jahre emotional schwer schlug, wirkte Jefferson drei Jahre in Australien, wo er eine Affäre mit einer anderen Schauspielerin begann, dessen Resultat ein unehelicher Sohn war.
1864 traf er in New York auf den Schriftsteller Dion Boucicault, dem er ein Jahr später in London eine Dramatisierung der Kurzgeschichte Rip Van Winkle von Washington Irving vorschlug. Schon 1859 kam ihm die Idee zur Dramatisierung, doch erreichte diese erst nach der Zusammenarbeit mit Boucicault seine endgültige Form. Die Uraufführung im Herbst 1865 im Adelphi Theatre in London war ein großer Erfolg, der Jefferson zur Berühmtheit katapultierte. Über die nächsten Jahrzehnte würde er mit großem Erfolg fast ausschließlich diese Rolle spielen. Offensichtlich wurden die Zuschauer von Rip Van Winkle nicht müde; Jefferson selbst zufolge entdeckte er jede Aufführung etwas neues am Charakter. Seine Aufführung wurde 1896 von William K. L. Dickson in acht Kurzfilmen verewigt und 1903 zu einem Ganzen zusammengefügt. Obwohl er ab 1880 versuchte, sein Repertoire zu erweitern, so spielte er auch die Rolle des Bob Acres im Stück The Rivals, assoziierte das Publikum ihn weiterhin hauptsächlich mit Rip Van Winkle. Sie wurde so sehr mit ihm verbunden, dass das Stück nach seinem Tod bald von den Spielplänen verschwand.
Nach dem Tod Edwin Booths 1893 wurde er Leiter des Players Club.
Er ist im Bay View Cemetery in Sandwich bestattet.

## Filmografie
- 1896: Rip Van Winkle